# 邵元节
邵元节（1459年—1539年），字仲康、号雪崖。江西贵溪，一說安仁（今余江）人。明朝正一教道士。深獲明世宗寵信，以之總領道教事，谥曰文康荣靖，贈少師。隆庆初年（1567年）削去其谥號。著有《太和文集》，有嘉靖刻本存世。

## 簡介
本居龙虎山上清宫。师事范文泰、李伯芳、黄太初。不应宁王朱宸濠之召，放浪形骸于江湖间。
明世宗好鬼神事，日夜斋醮。嘉靖三年（1524年）征入燕京，召对便殿，颇得世宗赏识。使居显灵宫，专司祷祀。
嘉靖五年（1526年）封“秉诚致一真人”，统辖朝天、显灵、灵济三宫，总领道教，给玉、金、银、象印各一。因祷祀有功，累加封赏。
嘉靖九年（1530年）“班二品”。次年，十一月，建祈祀醮钦安殿，以礼部尚书夏言充醮坛监礼使，侍郎湛若水、顾鼎臣充迎祀导引官。文武大臣递日进香，上亲行初、终两日礼。
嘉靖十一年（1532年）敕建真人府于城西，岁给禄百石，以校尉四十人供洒扫，赐庄田三十顷，蠲其租赋。封赠其父母、师范文泰，官其孙、曾孙。世宗为祈皇嗣，数次命元节建醮。
嘉靖十五年（1536年）十二月，以皇嗣生，录致一真人邵元节祷祀功，加授礼部尚书，给一品服俸，赐白金、文绮、宝冠、法服、貂裘。授其侄孫邵启南为等禄秩有差。
死后，帝为出涕，赠少师，赐祭十坛，遣中官、錦衣护丧还，有司营葬，用伯爵礼。礼官拟谥荣靖，不称旨，再拟文康。帝兼用之，谥曰文康荣靖，可见世宗尊崇之深。
受世宗宠信十五年，位极人臣，但他谨小慎微，很少干预朝政，专心祷祀。时称“元节无他方术，只因帝好斋醮，而元节勤事不懈，遂眷顾不衰。”

## 延伸阅读
[在维基数据编辑]
 《國朝獻徵錄·卷之一百十八》，出自焦竑《國朝獻徵錄》
 《明史卷三百〇七》，出自《明史》